# Эпатаж
Эпата́ж (от жаргонного фр. épatage) — умышленно провокационная выходка или вызывающее, шокирующее поведение, противоречащие принятым в обществе правовым, нравственным, социальным и другим нормам, демонстрируемые с целью привлечения внимания. Свойственен авангардному, и отчасти модернистскому искусству, однако относится «к внеэстетическим и тем более к внехудожественным реакциям».

## Термин
Слово «эпатаж» соответствует жаргонному фр. épatage, «подножка» из русского выражения «дать/подставить подножку». Слово приводится в словарях арго, отсутствует в литературном французском, образовано от глагола фр. épater — ошеломлять, приводить в изумление (буквальное значение — «отколоть ножку [рюмки]»). Жаргонизм появился во Франции около 1835 года; в русский язык слово вошло в XIX веке вместе с желанием фр. épater les bourgeois («ошеломить буржуев»), которое проповедовали французские деятели искусства 1830-х годов. Во многих языках, включая английский, слово не имеет эквивалента.

## Роль эпатажа в искусстве
Понятие эпатажа возникло в художественной среде, но исследователи расходятся в объяснении причин его появления и роли в современном искусстве (эпатаж стал популярен с приходом модернизма). Принято считать, что классическому искусству эпатаж не свойственен, хотя, по мнению некоторых учёных, само явление возникло в европейской культуре ещё в античную эпоху.
Некоторые авторы утверждают, что эпатаж стал составной частью современного искусства. Так, по мнению М. И Шапира, «в авангардном искусстве прагматика выходит на первый план. Главным становится действенность искусства — оно призвано поразить, растормошить, взбудоражить». При этом, естественно, «ценность такого искусства прямо пропорциональна силе реакции (идеальный
случай — скандал)». В такой трактовке эпатаж является частью искусства, основой скандального искусства. Схожей позиции придерживается И. К. Вовчаренко:
Скандал, как частое следствие новаторских устремлений, трансформируется в эпатаж — самопровозглашённую причину художественных поисков. Если поиск нового нередко влечёт за собой скандал, то поиск самого скандала, соответственно, ведёт к новым открытиям
Другие исследователи связывают эпатаж с психологическим состоянием художника. Например,
Е. А. Рогалева рассматривает эпатаж как средство выхода из неопределённого и неустойчивого положения, порождённого отсутствием единой «культурной матрицы» для принятия решений в условиях современного столкновения культур. Эпатаж у Рогалевой — это проявление девиантного поведения вследствие утраты самоидентификации и одновременно поиск новой идентификации. Она считает, что присутствующий в эпатаже элемент игры позволяет использовать художникам девиантное поведение не для разрушения, а для творчества, так как игра создаёт порядок за пределами пространства повседневной жизни. Схожую позицию занимает С. Даниель; в его понимании эпатаж — это девиантность, переходящая из жизни художника в его творчество: «…авангардное поведение есть…ролевое девиантное поведение…[где]…скрыта граница, разделяющая художественно-эстетическое творчество и жизнестроение».
Альбер Камю считает, что эпатаж — это предельное проявление «метафизического бунта» (восстание «человека против своего удела и против всей вселенной»). При этом эпатаж является бесполезным бунтом художника, который «замыкается в абсолютном отрицании».
И. К. Вовчаренко также старается отделить скандальные выходки художников, не связанные напрямую с их творчеством, от «эпатажной эстетики» скандального искусства. Так, поэтический образ С. Есенина Вовчаренко рассматривает как часть творческой биографии поэта, «в отрыве от специфической эпатажной эстетики».
Разногласия в определении эпатажа заставляют некоторых исследователей избегать самого термина. Так, Александр Флакер использует два термина, «эстетическая
провокация» и «эстетический вызов» вместо эпатажа, так как последний с точки зрения А. Флакера обременён «историческими и классовыми коннотациями».

## Коммерческое использование
Привлечение внимания к товарам и услугам с помощью эпатажа используется в рекламе и маркетинге.
В России использование нецензурной или оскорбительной рекламы является незаконным. Существуют прецеденты применения санкций против рекламодателей (например компания Евросеть), допустивших размещение такого рода рекламы.

## Примеры эпатажа

### В искусстве
Эпатаж как компонент направления в искусстве ярче всего проявился в эпоху модернизма, который ставил своей целью радикальное отрицание прежних традиций и канонов. В частности, «Первый Манифест футуризма» (1909) гласил: «Пора избавить Италию от всей этой заразы — историков, археологов, антикваров. Слишком долго Италия была свалкой всякого старья. Надо расчистить её от бесчисленного музейного хлама — он превращает страну в одно огромное кладбище… Для хилых, калек — это ещё куда ни шло, будущее-то всё равно заказано? А нам всё это ни к чему! Мы молоды, сильны, живём в полную силу, мы футуристы!»

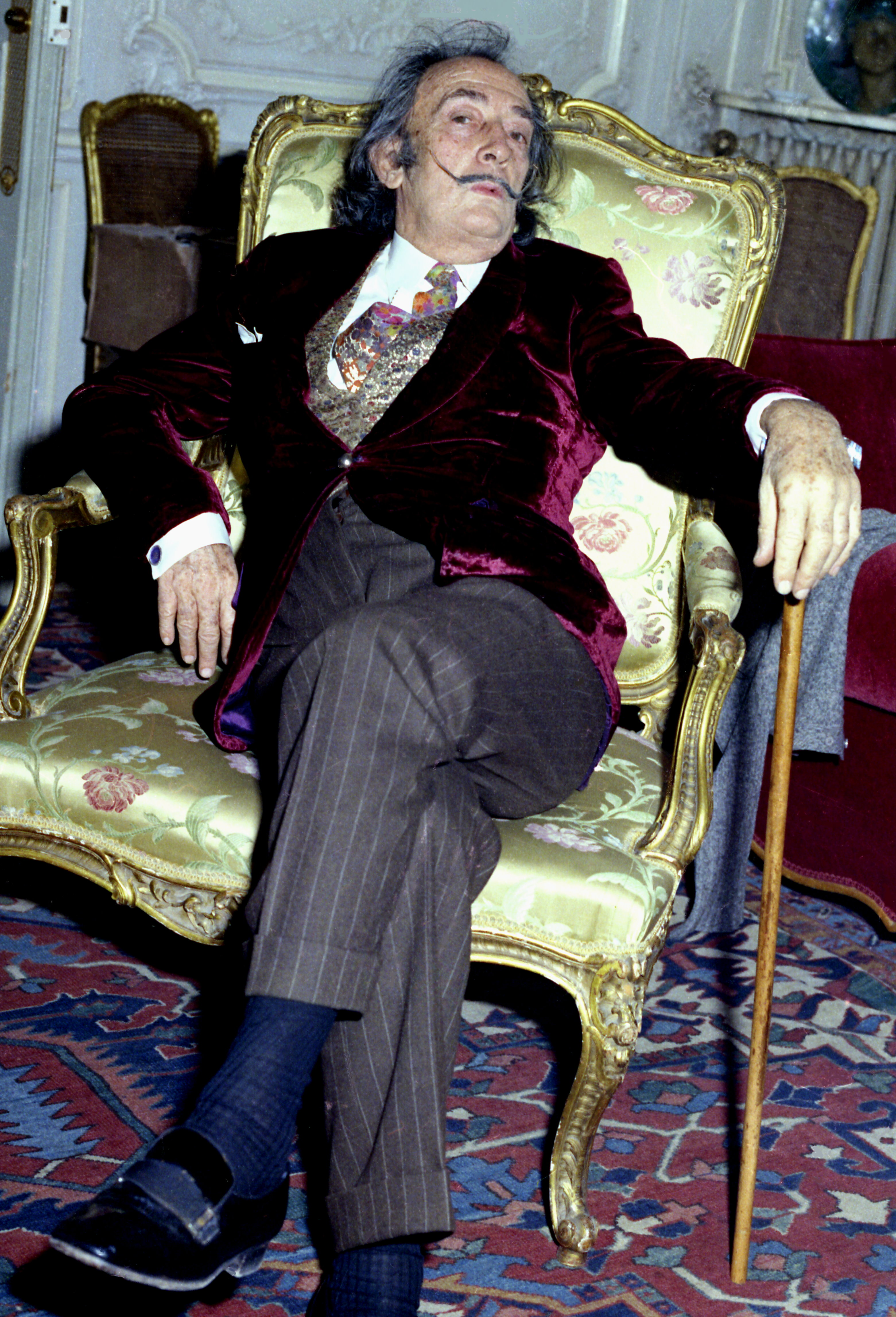
Сальвадор Дали

Похожие настроения выражал Г. Грасс, повествуя о дадаистском периоде своего творчества: «Мы с лёгкостью издевались надо всем, ничего не было для нас святого, мы всё оплевывали. У нас не было никакой политической программы, но мы представляли собой чистый нигилизм».
Маринетти утверждал, что «без наглости нет шедевров», потому «главными элементами нашей поэзии будут храбрость, дерзость и бунт», в ходе реализации которых следует «плевать на алтарь искусства», «разрушать музеи, библиотеки, сражаться с морализмом». В программе движения «диких» — Матисс, Дерен, Вламинк, др. — отрицание эстетического канона сопровождалось отказом от традиционных моральных норм в духе ницшеанского понимания свободы.
Эпатирующим поведением и высказываниями отличался художник-сюрреалист Сальвадор Дали. В частности, он сам публично рассуждал о своей гениальности, а также заявлял, что «сюрреализм — это Сальвадор Дали». Его «Дневник одного гения» с шокирующей откровенностью повествовал об особенностях жизнедеятельности его собственного организма. В этой же книге автор представил изобретённую им классификацию «разновидностей пуков».

## Критика
Российский писатель Виктор Ерофеев, рассуждая о тенденциях в современной литературе, в своей книге «Русские цветы зла» пишет:
«Разрушилась хорошо охранявшаяся в классической литературе стена […] между агентами жизни и смерти (положительными и отрицательными героями). Каждый может неожиданно и немотивированно стать носителем разрушительного начала; обратное движение затруднено. […] Красота сменяется выразительными картинами безобразия. Развивается эстетика эпатажа и шока, усиливается интерес к „грязному“ слову, мату как детонатору текста. Новая литература колеблется между „чёрным“ отчаянием и вполне циничным равнодушием. В литературе, некогда пахнувшей полевыми цветами и сеном, возникают новые запахи — это вонь».